# حسن درویشی
حسن درویشی بیانیانی (۱ اردیبهشت ۱۳۴۱ – ۲۱ اسفند ۱۳۶۳) نظامی ایرانی بود، که در خلال جنگ ایران و عراق از اعضای سپاه پاسداران محسوب می‌شد و فرماندهی تیپ ۱۵ امام حسن را برعهده داشت. وی از بنیانگذاران لشکر ۱۷ علی بن ابی‌طالب و تیپ ۱۵ امام حسن بود. او به‌عنوان فرمانده تیپ در عملیات فتح‌المبین، عملیات بیت‌المقدس، عملیات رمضان، عملیات محرم و عملیات والفجر مقدماتی حضور داشت. درویشی در خلال اجرای عملیات بدر، از ناحیه سر مورد اصابت تیر مستقیم قرار گرفت و کشته شد.